# Colin Jones
Colin Jones (Bridgeport, 27 ottobre 1987) è un giocatore di football americano statunitense che gioca nel ruolo di safety per i Carolina Panthers della National Football League (NFL). Fu scelto nel corso del sesto giro (190º assoluto) del Draft NFL 2011 dai San Francisco 49ers. Al college ha giocato a football alla Texas Christian University.

## Carriera professionistica

### San Francisco 49ers
Jones fu scelto nel corso del giro del Draft 2011 dai San Francisco 49ers. Nella sua stagione da rookie disputò 13 partite, nessuna delle quali come titolare, mettendo a segno 6 tackle.

### Carolina Panthers
Nella stagione 2012, Jones passò ai Carolina Panthers con cui disputò 15 partite mettendo a segno 14 tackle. L'anno successivo disputò per la prima volta tutte le 16 partite, nessuna come titolare, con 7 tackle.

## Palmarès

### Franchigia
- National Football Conference Championship: 1

Carolina Panthers: 2015

## Statistiche
| Partite totali      | 44 |
| Partite da titolare | 0  |
| Tackle totali       | 27 |
| Sack                | 0  |
| Intercetti          | 0  |
| Fumble forzati      | 0  |

Statistiche aggiornate alla stagione 2013